# Donkey Kong (Game & Watch)
Pour les articles homonymes, voir Donkey Kong.

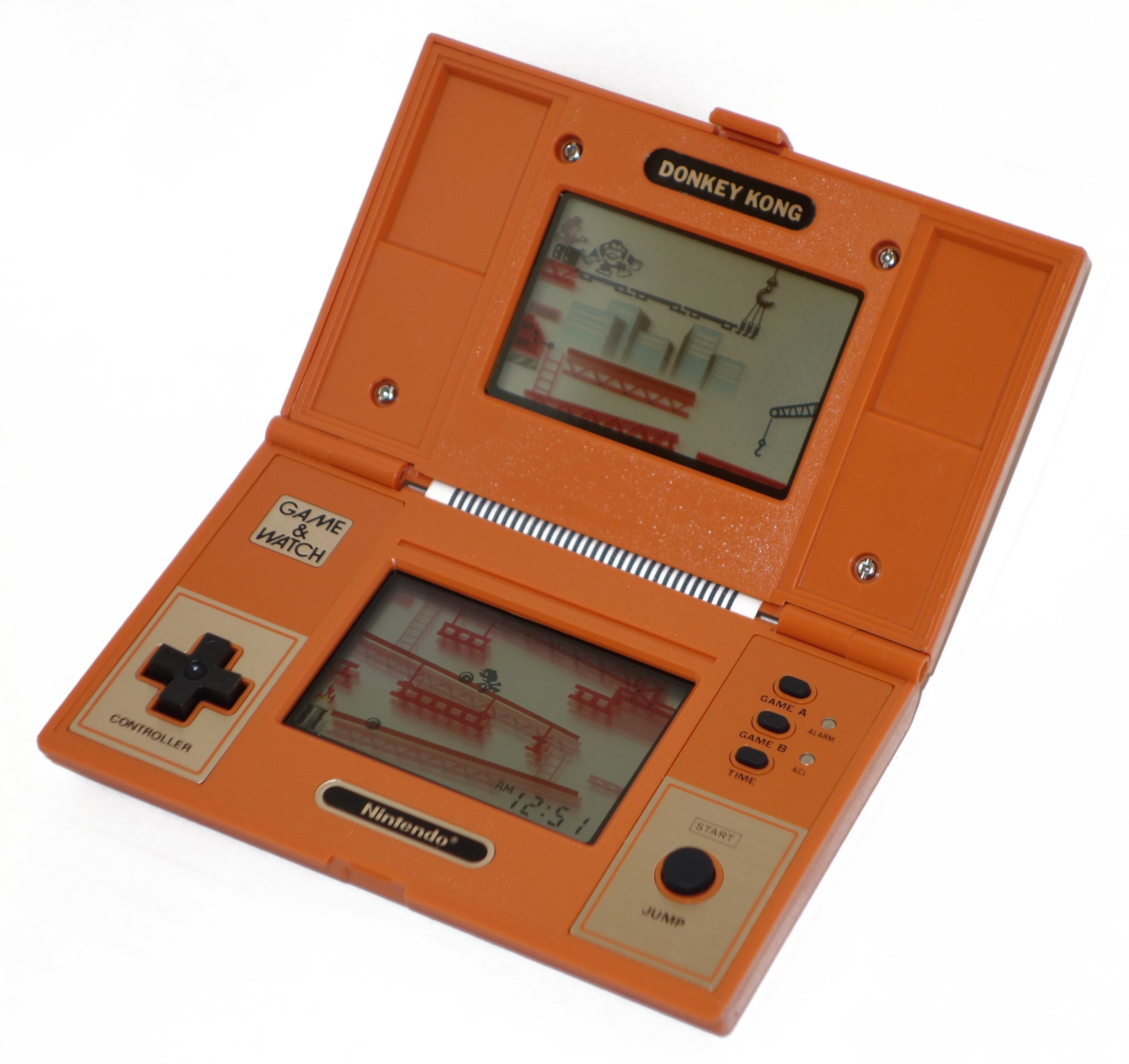
Donkey Kong - DK-52

Donkey Kong est un jeu électronique à cristaux liquides Game & Watch qui a été développé par l'équipe Nintendo R&D1 dirigée par Gunpei Yokoi. Il est sorti au Japon le 3 juin 1982 en version Multiscreen (double écran) pour la somme de 6000 yens. Donkey Kong a été vendu à plus de huit millions d'exemplaires dans le monde (1,2 pour le Japon). Il a aussi été le premier à utiliser la croix directionnelle qui a d'ailleurs été inventée pour l'occasion. Ce système de croix est à l'origine même de toutes les manettes de consoles 8bit et 16bit (Famicom, Super Famicom, PC Engine, Master System, Megadrive, etc.).

## Histoire
Donkey Kong a kidnappé sa fiancée. Mario (qui n'a d'ailleurs pas encore de nom dans la notice de la version japonaise) mais qui porte bien son nom dans la version anglaise de la notice  doit la délivrer, pour cela il doit grimper en haut de l'échafaudage par des échelles tout en évitant les tonneaux que Donkey Kong lui lance. Au fur et à mesure, la difficulté s'accroît, les tonneaux vont plus vite, et Mario doit aussi éviter de se cogner à des poutrelles mouvantes.

## Rééditions
Le jeu a par la suite été porté en version modernisée (sprites plus gros, colorés, etc.) sur Game Boy dans la série Game & Watch Gallery 2 et Game & Watch Gallery 4, puis dans la série Game & Watch Collection sur Nintendo DS. Il existe également une version Mini Classics du jeu.